# Emilio el Moro
Emilio Jiménez Gallego (Melilla, 3 de noviembre de 1923 - Alicante 10 de julio de 1987), conocido artísticamente como Emilio el Moro, fue un cantaor, guitarrista y humorista español.

## Biografía

### Primeros años
Emilio Jiménez Gallego nació en Melilla, España en 1923. Aficionado al flamenco desde su infancia, en 1939, a los quince años de edad, se presentó por primera vez ante el público, ganando consecutivamente siete concursos de cante, interpretando diversos géneros como fandangos, soleás, tientos, polos o cañas. Llegó a ser el más prometedor cantaor de flamenco del norte de África. Simpático y bromista, un día cantó flamenco al estilo árabe y fue tal la ovación que consiguió que decidió crear el personaje de Emilio el Moro.

### Carrera musical y humorística
En 1949 se trasladó a Madrid y, ataviado con chilaba, turbante, babuchas y barba, obtuvo un extraordinario éxito que repercutió en toda España, empezando su carrera en 1951. En junio de ese año llega el espectáculo Constelación 1951 al Teatro La Latina junto a Marisol Reyes y Tomás de Antequera, siendo presentado el mismo posteriormente en el Teatro de la Zarzuela y en el Teatro de la Comedia. 
En 1952 participa en el programa «Nuevas Estrellas», creado para dar a conocer a los nuevos valores de la canción canción. Y destacó Emilio, junto a la cantante Marisol Reyes. El 6 de julio del mismo año intervendrá junto a Reyes en el espectáculo «Sueño de Gloria», organizado por la empresa Price. Emilio bailaba y tocaba la guitarra y creó un tipo de humor nuevo que le llevó a ser una de las primeras figuras entre los humoristas españoles, versionando los éxitos musicales de la época parodiando sus letras y aflamencándolos. Siempre actuaba tocado con un fez "El Bigote de Navarredonda" y acompañado de su guitarra.
En los años setenta realizó una aparición en La insólita y gloriosa hazaña del cipote de Archidona (Tito Fernández, 1979), basada en la obra de Camilo José Cela, y continuó editando álbumes, si bien su estilo fue perdiendo popularidad. En 1967, después de haber estado viviendo en diferentes ciudades españolas, se afincó definitivamente en Orito, Monforte del Cid (Alicante).Murió en 1987 en el hospital de Alcoy (Alicante), debido a las graves quemaduras que sufrió en días anteriores en un accidente doméstico al intentar encender un cigarrillo sin percatarse de una posible fuga de gas. Está enterrado en el cementerio de Monforte del Cid.

### Legado
El cantante Carlos Cano le dedicó la canción "Las murgas de Emilio el Moro" que incluyó en su álbum Cuaderno de coplas, de 1985. La canción, llena de quiebros a la lógica y de figuras disparatadas, llevaba la dedicatoria «Para don Emilio Jiménez, Emilio el Moro, que me alegró las colas de la leche americana y el cartón de pobre. ¡A su salud!», y contenía distintas críticas al Gobierno de Felipe González y otros conflictos sociales del momento.Pedro García Romero ha señalado la música de Emilio como una forma "degenerada" de flamenco que, como el sonido Caño Roto, fue una influencia para Enrique Morente.

## Discografía

### Álbumes de estudio
- Chistología Del Cante Flamenco (1965).
- Emilio "El Moro" (1969).
- Más Risa Con Emilio "El Moro" (1971).
- Emilio El Moro (1972).
- Yo No Soy Ese (1973).
- Las Ensaladillas De Emilio "El Moro" De Canto Y Cante (1974).
- Dedicado A "Lucecita"(1975).
- La Democracia (1976).
- Emilio El Moro (1977).
- Emilio El Moro Y La "Chistetución" (1978).
- Emilio "El Moro" (1979).